# Charles Jacque

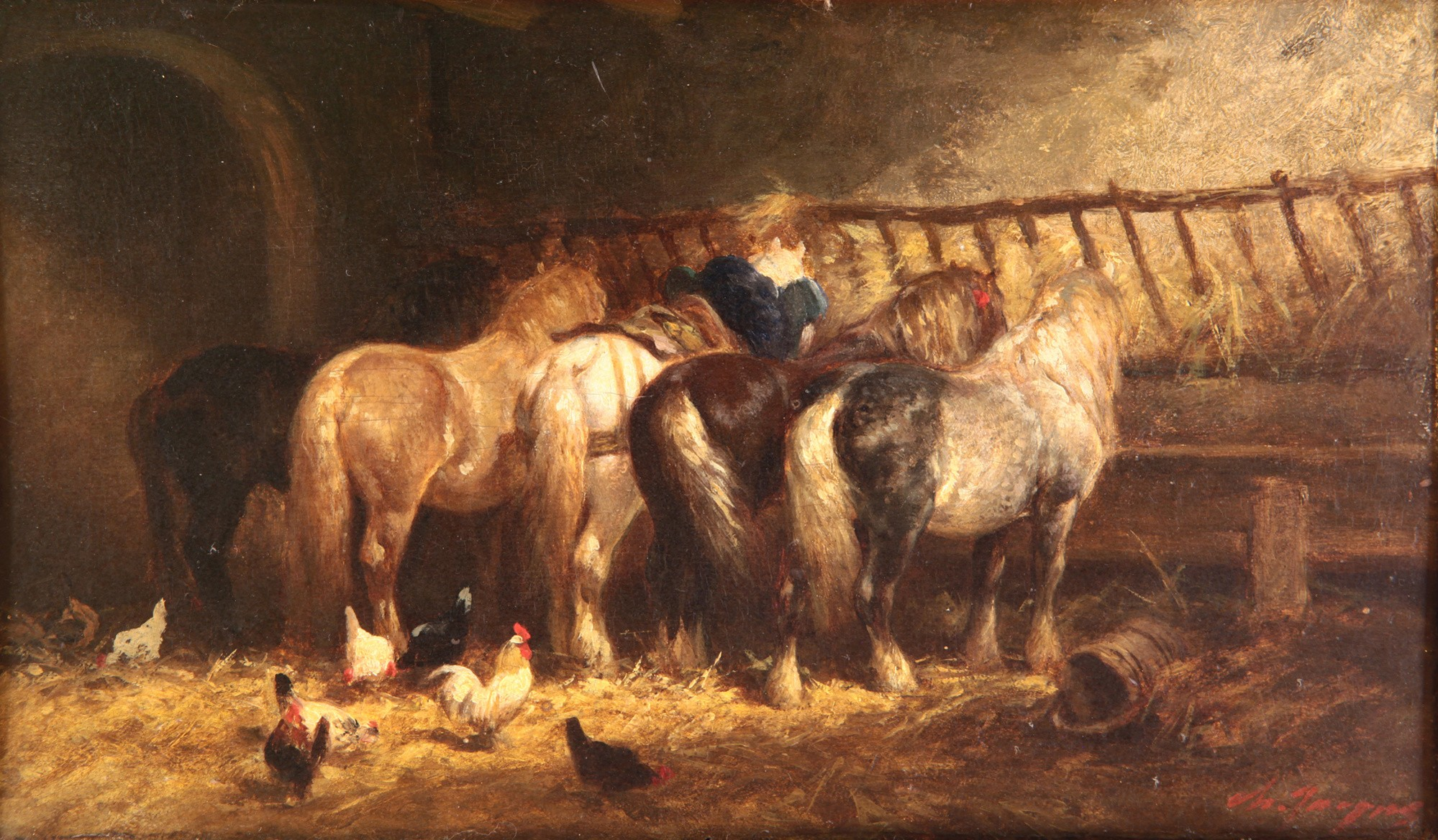
Ecurie, Charles Jacque.

Charles Émile Jacque, född 23 maj 1813, död 7 maj 1894, var en fransk målare och grafiker.
Jacque var konstnärligt besläktad med Jean-François Millet, som även var hans vän. Jacques vanligaste motiv var landskap och resescener, som han utförde i olja, etsning, kopparstick eller träsnitt.